# Джумаликизик
Джумаликизик (тур. Cumalıkızık) — село в окрузі Йилдирим, провінції Бурса, за 10 км від міста Бурса у підніжжя гори Малий Олімп. Село внесене у список об'єктів Світової спадщини ЮНЕСКО в Туреччині у 2014 році.

## Назва
«Кизик» — це назва одного з 24-х кланів огузів. «Джума» означає п'ятниця. Назва Джумаликизик свідчить, що населення навколишніх сіл збиралося тут у вихідний день (для мусульман п'ятниця) для поклоніння. У підніжжі гори Малий Олімп розташовані інші села, що закінчуються на «кизик»: Değirmenlikızık, Derekızık, Hamamlıkızık (поселення з лазнею — хамам).

## Історія
Село засновано 700 років тому (1325 р.) на початку становлення Османської держави. Це було одне з 7-ми поселень на Шовковому шляху.

## Туристичні принади
Бурса і Джумаликизик відображають стан поселень в часи зародження Османської держави. Якщо в Бурсі можна простежити міський розвиток, то Джумаликизик — характерний приклад малого вакф-поселення, що слугувало постачальником різноманітної продукції для караван-сараїв та кюлліє. Не зважаючи на всесвітню відомість, Джмумаликизик не дуже популярний серед іноземних туристів. Причиною малого напливу відвідувачів є нерозвинута інфраструктура та брак фінансування. Місцеві жінки, що виробляють товари, які можна продавати як сувеніри, витісняються завезеними, що виготовленні масовим виробництвом. Це створює проблеми для економічної самодостатності села.
Село знаходиться серед сільськогосподарських угідь і зберігає високий рівень автентичності. В деяких будинках досі мешкають місцеві жителі. Забудова, матеріали (каміння, дерево), конструкція дахів дають розуміння як виглядали стародавні поселення турків-османів.
У місцевих кафе можна спробувати традиційні турецькі страви: домашній горіховий хліб, гьозлеме, страви з сиру та солодощі з лісових ягід.

## Архітектура
В селі нараховують 270 історичних будинків, з них 180 використовується для житла. Будинки в селі складені з саману, дерева та буту. Вікна на другому поверсі зазвичай закриті декоративними решітками і винесені в еркери. Вулиці викладені камінням без тротуарів з типовими для середньовічних вулиць канвою по центру для стоку води.
Через високу автентичність видів села у ньому часто знімають історичні фільми.

## Фестивалі
Кожного червня в селі проходить міжнародний фестиваль малини. На ньому виступають фольклорні танцювальні колективи.

## Галерея

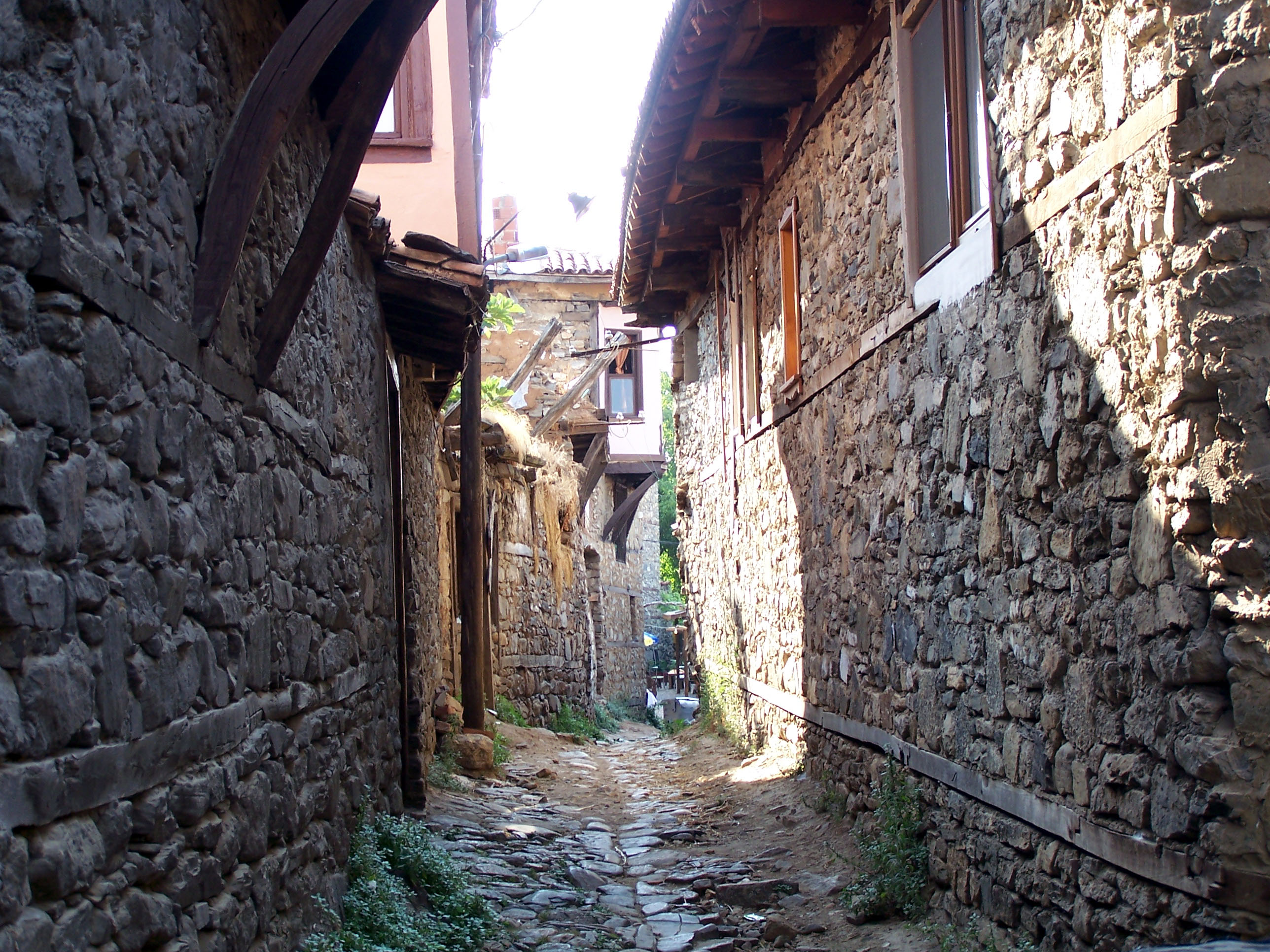
Вулиця
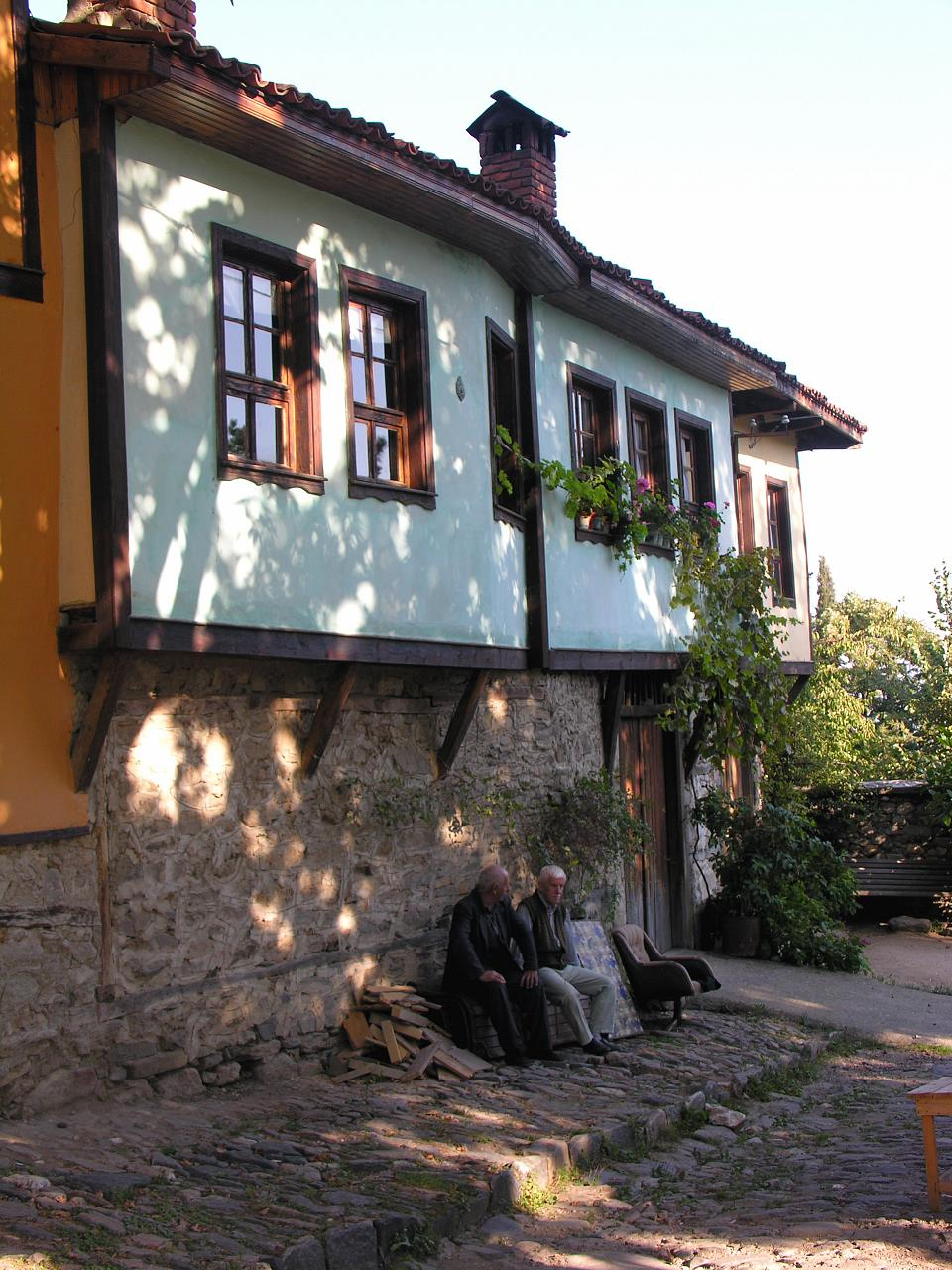
Еркери
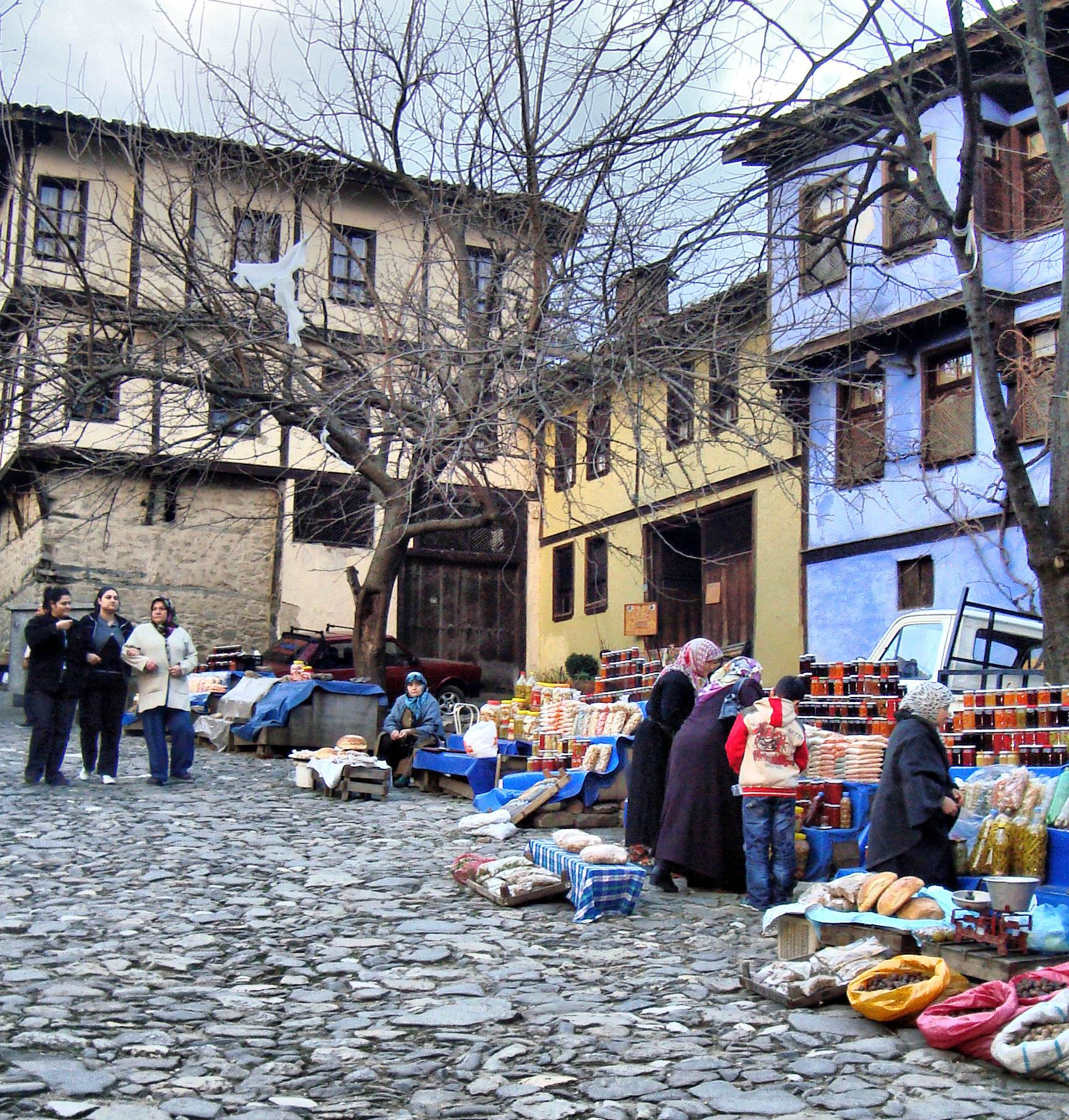
Місцевий базар